# Peter Hermann Stillmark
Peter Hermann Stillmark, né le 22 juillet 1860 à Penza (Empire russe) et mort le 23 juin 1923 à Pärnu (Estonie) est un microbiologiste germano-balte célèbre pour sa découverte de la ricine.
En 1888, à l'Université de Dorpat, aujourd'hui Tartu en Estonie, sous la direction du professeur Rudolf Kobert, il achève sa thèse de doctorat intitulée "Über Ricin, ein giftiges Ferment aus den Samen von Ricinus comm. L. und einigen anderen Euphorbiaceen", qui décrit l'isolement de la ricine, une substance protéique toxique provenant des graines de ricin,. Cet événement est internationalement reconnu comme la découverte d'une classe de protéines liant les glucides, les lectines, et la naissance d'une nouvelle branche de la biochimie appelée lectinologie (en anglais lectinology).
En 1988, l'université de Tartu créé une médaille à l'occasion du centenaire de la découverte faite par Stillmark. Elle est décernée à Samuel Barondes en septembre 1990 lors de la 12e réunion de l'International Lectin Society (Interlec-12) à Davis, en Californie, pour ses études pionnières sur les multiples fonctions biologiques des galectines, une grande famille de lectines que l'on trouve chez de nombreux animaux, y compris l'homme.